# Jobst Ruchamer
Jobst Ruchamer (* vor 1486; † 1515 oder später) war ein Nürnberger Arzt und Humanist der frühen Neuzeit.
Jobst (lat. Jodocus) Ruchamer ist der Sohn des gleichnamigen Färbers Jobst Ruchamer († 1503) und seiner Frau Margreth († 1501/02). Er schrieb sich 1486 an der Universität Ingolstadt ein und schloss das Baccalaureat dort 1488 ab. Als Stipendiat der Konhofer’schen Stiftung studierte er anschließend in Pavia, wo er 1494 die Doktorwürde erhielt. Von 1498 bis 1510 wird er im Ämterbüchlein der Stadt Nürnberg als Arzt verzeichnet.
Ruchamer übersetzte die 1507 erschienene Reiseberichtsammlung Paesi novamente retrovati, ein wichtiges Dokument der Entdeckungsgeschichte, ins Frühneuhochdeutsche; Ruchamers Übersetzung wurde 1508 mit dem Titel Newe vnbekanthe landte in Nürnberg gedruckt.
Das letzte bekannte Zeugnis Ruchamers ist bislang sein an Willibald Pirckheimer gerichtetes Widmungsschreiben in Johannes Schöners Luculentissima quaedam terrae totius descriptio, das auf den 5. April 1515 datiert; als Ort wird Bamberg angegeben.